# Bojanovice u Prahy

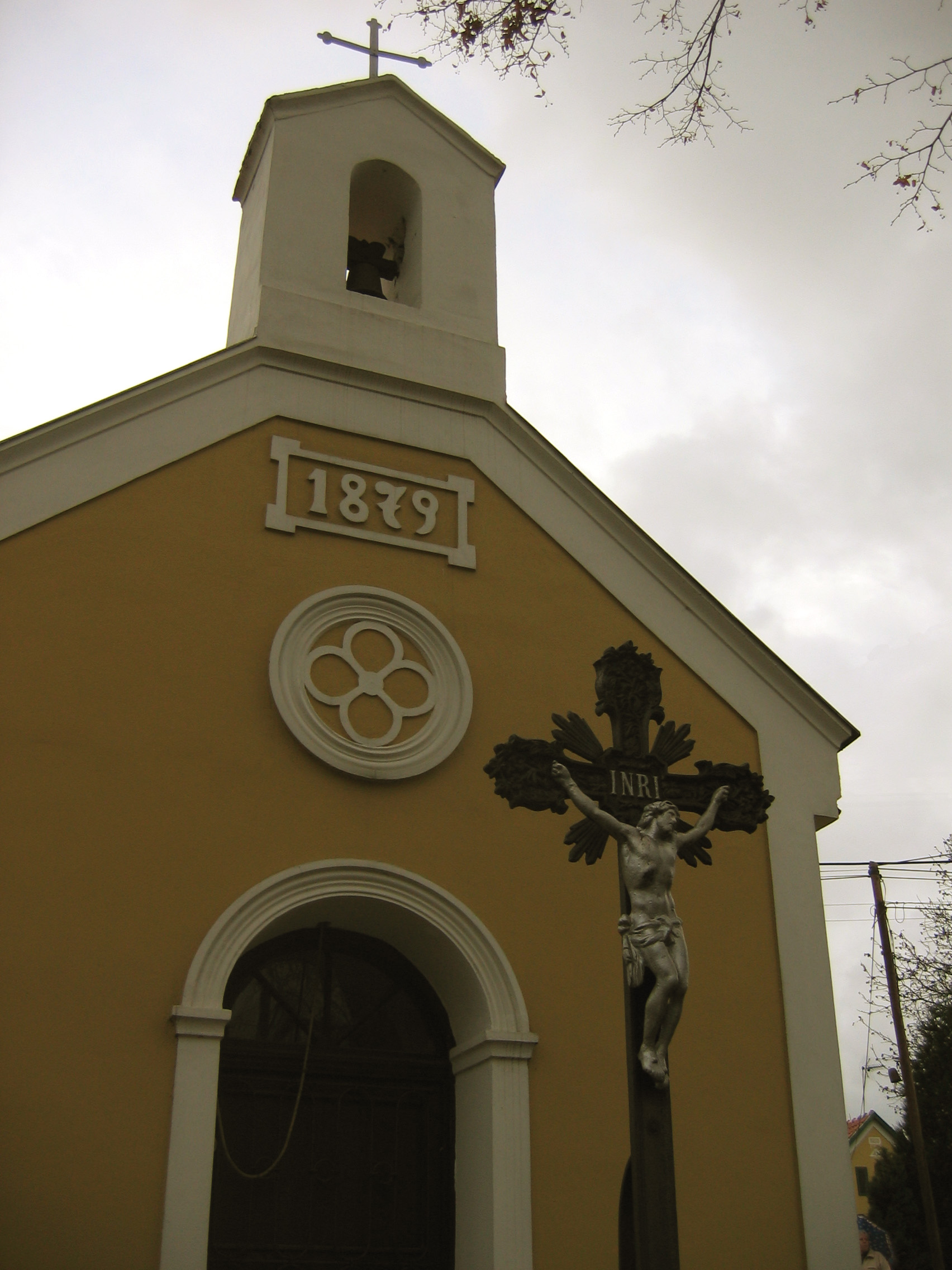
Kapelle des hl. Franziskus Seraphin

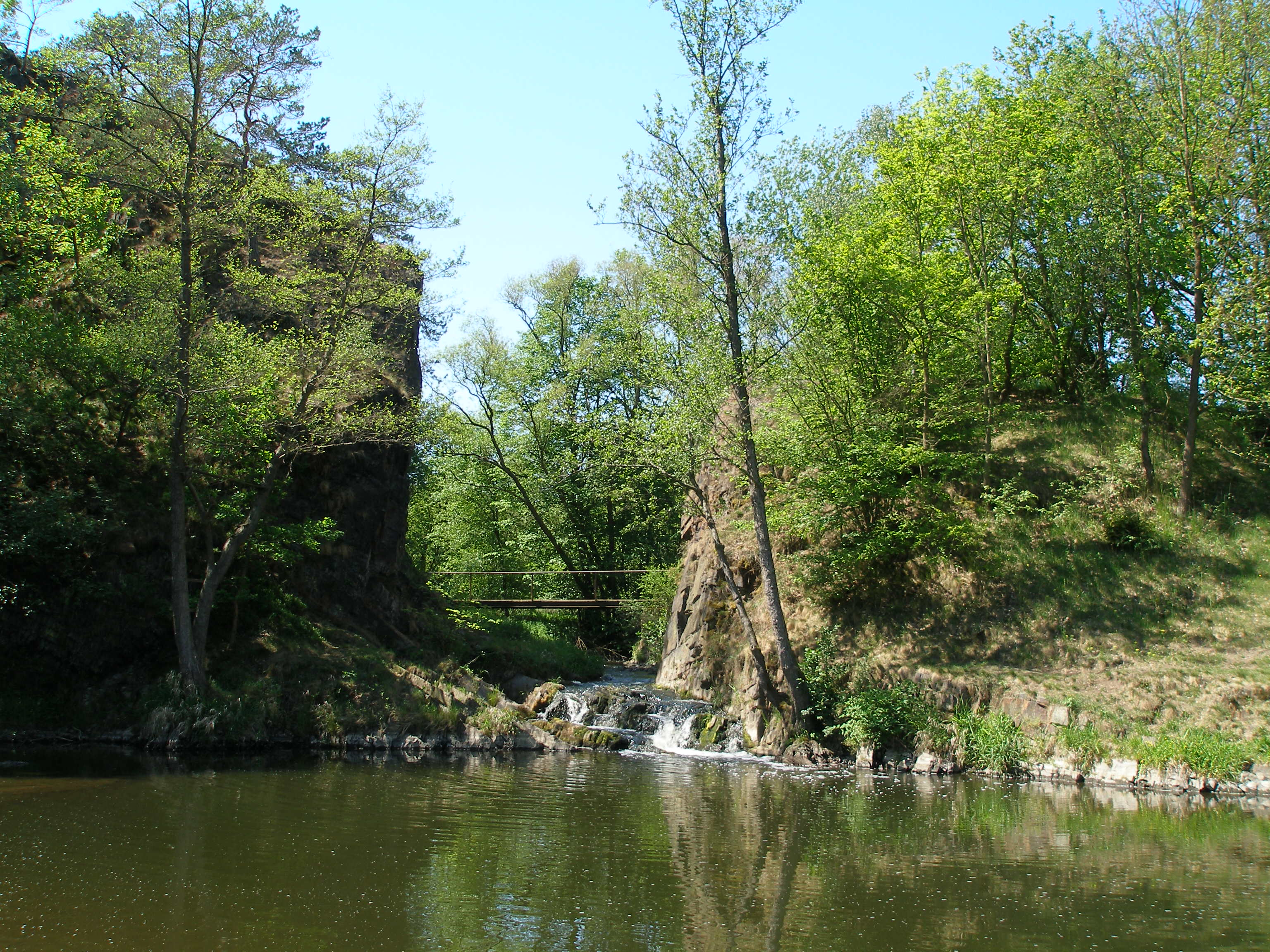
Kocábadurchbruch bei Malá Lečice

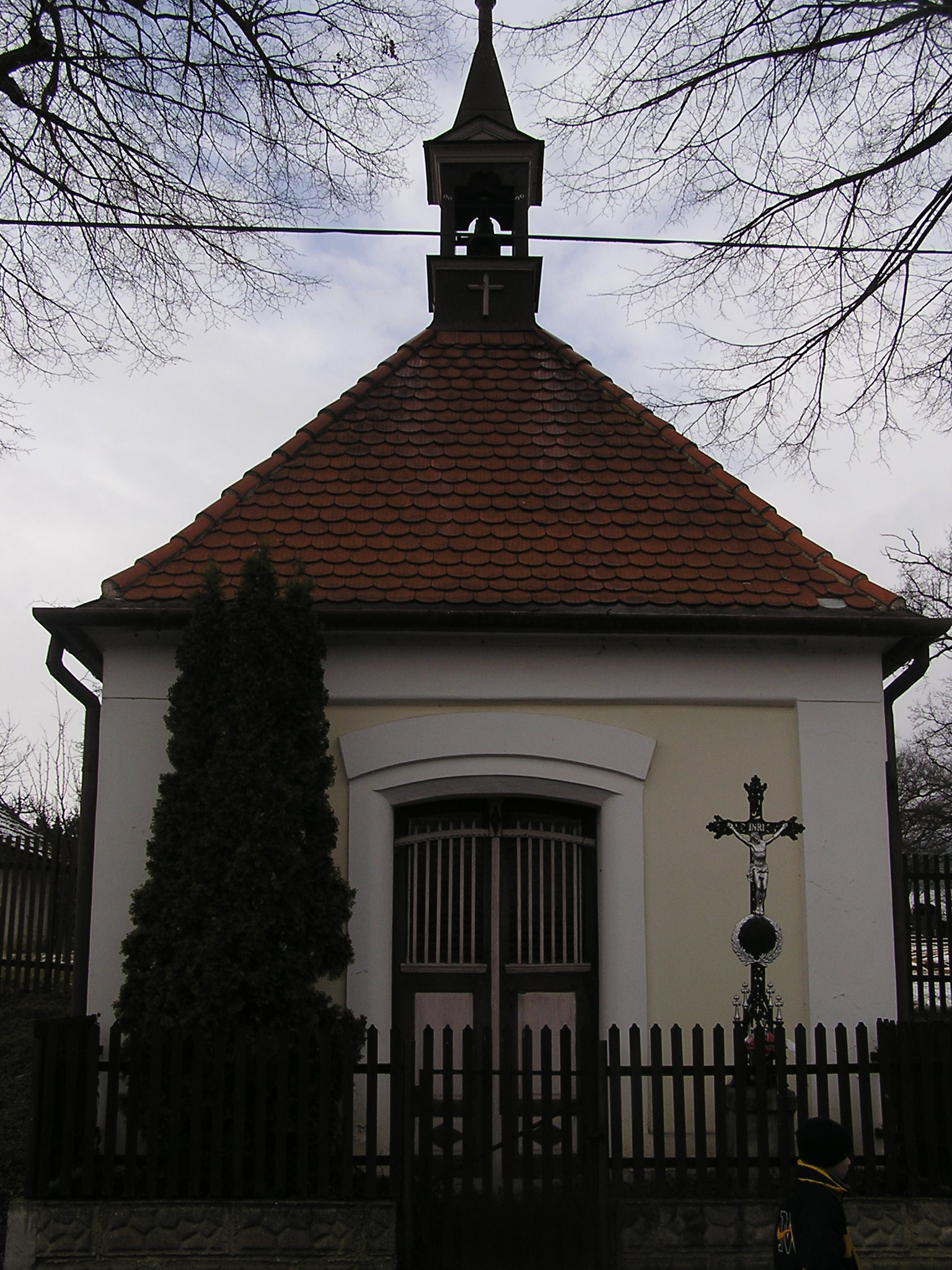
Kapelle in Senešnice

Bojanovice (deutsch Bojanowitz) ist eine Gemeinde in Tschechien. Sie liegt 26 Kilometer südlich des Stadtzentrums von Prag und gehört zum Okres Praha-západ.

## Geographie
Bojanovice befindet sich auf einer Hochfläche zwischen den Tälern des Baches Bojovský potok und der Kocába in den nordöstlichen Ausläufern der Brdská vrchovina. Nördlich erhebt sich die Babka (397 m), im Nordosten der Žižkův vrch (382 m) und die Chlumka (406 m), südöstlich die Homole (394 m) und der Ploch (392 m), im Süden der Havran (385 m), westlich der Vršek (414 m) und der Horní vrch (439 m) sowie im Nordwesten der Velký Budín (422 m). Im Ort entspringt der Kocába-Zufluss Bojanovický potok. Nordwestlich verläuft im Tal des Bojovský potok die Bahnstrecke Dobříš–Praha-Modřany; die Bahnstation Bojanovice liegt in Bojov.
Nachbarorte sind Bojov und Hvozdnice im Norden, Hvozdy, Mandát, Šlemín und Hradištko im Nordosten, Rajchardov, Brunšov und Štěchovice und Masečín im Osten, Slapy im Südosten, U Kocáby, Falkův Mlýn, Porostliny, Královky, Nové Dvory und Malá Lečice im Süden, Bratřínov und Senešnice im Südwesten, Zahořany und Rymaně im Westen sowie Čisovice im Nordwesten.

## Geschichte
Die erste schriftliche Erwähnung von Bojanovice erfolgte 1107, als Herzog Svatopluk II. das Dorf dem Benediktinerkloster Insula schenkte. Am 17. Jänner 1205 bestätigte König  Ottokar I. Přemysl dem Kloster die Schenkung. Im Jahre 1278 fielen während der Machtkämpfe nach dem Tode Ottokar II. Přemysls brandenburgische Truppen Ottos IV. mordend in die Gegend ein und plünderten das Kloster und dessen 24 umliegende Dörfer. Die Hungersnot von 1282 ließ die Gegend veröden. Mit dem Aussterben der Přemysliden setzte erneut ein Kampf um die Macht in Böhmen ein, dabei wurde Hvozdnice 1309, wie die ganze Gegend zwischen Zbraslav und Slapy durch bayerische Truppen verwüstet. Während der Hussitenkriege eroberten, plünderten und zerstörten die vom Priester Václav Koranda angeführten Hussiten am 14. August 1420 das Kloster. 1421 bemächtigte sich der Vladike Jakoubek von Řitka der Dörfer Bojanovice, Davle, Hvozdnice, Slapy, Sloup und Zahořany. König Sigismund überließ ihm Bojanovice 1436 als Pfand. Das Kloster Insula erholte sich nie wieder. 1517 verließen die letzten Benediktiner das ruinöse Kloster und übersiedelten in das Tochterkloster St. Johann unter dem Felsen.
1657 kaufte der Abt des Klosters St. Johann unter dem Felsen, Matthäus Ferdinand Sobek von Bilenberg, Bojanovice zusammen mit weiteren Dörfern von der Familie von Řitka zurück. Die Klostergüter fielen nach der Aufhebung des Klosters St. Johann unter dem Felsen 1785 dem Religionsfonds zu. Am 3. Jänner 1825 ersteigerte Karl Korb Ritter von Weidenheim (Karel Bedřich Srb) das Gut Davle mit allem Zubehör und vereinigte es mit dem zugleich erworbenen Gut Slapy zur Herrschaft Slapy. Im Jahre 1845 bestand das im Berauner Kreis gelegene Dorf Bojanowitz bzw. Boganowitz aus 34 Häusern mit 271 Einwohnern, darunter einer jüdischen Familie. Pfarrort war St. Kilian (Kilián). Bis zur Mitte des 19. Jahrhunderts blieb Bojanowitz dem an die Herrschaft Schlapp angeschlossenen Gut Dawle untertänig.
Nach der Aufhebung der Patrimonialherrschaften bildete Bojanovice / Bojanowitz mit dem Ortsteil Bratřínov eine Gemeinde im Gerichtsbezirk Zbraslav. Ab 1868 gehörte die Gemeinde zum Bezirk Smichow. Der Ortsteil Bratřínov löste sich 1890 los und bildete eine eigene Gemeinde. Im Jahre 1891 verkauften die Korb von Weidenheim den Großgrundbesitz an Friedrich Graf von Westphalen zu Fürstenberg. Im Jahre 1899 lebten in Bojanovice 338 Menschen. Die Freiwillige Feuerwehr gründete sich 1902. Im Jahre 1906 wurde ein neues Schulgebäude errichtet. 1927 wurde Bojanovice dem Okres Praha-venkov zugeordnet. 1928 hatte das Dorf 390 Einwohner. Im Jahre 1932 lebten in Bojanovice 518 Personen. 1942 wurde die Gemeinde Teil des Okres Praha-venkov-jih. 1949 wurde Bojanovice dem Okres Praha-jih zugeordnet, seit 1960 gehört sie zum Okres Praha-západ. im Jahre 1950 hatte Bojanovice 244 Einwohner, 1970 waren es 271.
Der Schulunterricht in Bojanovice wurde 1978 eingestellt. Bratřínov, Malá Lečice und Senešnice wurden am 1. Jänner 1980 eingemeindet. Am 24. November 1990 wurde Bratřínov wieder eigenständig, Malá Lečice und Senešnice wurden dadurch zu einer Exklave. Bojanovice ist heute ein Erholungsort; auf dem Kataster Bojanovice befinden sich neben 109 Wohnhäusern auch 206 Erholungsobjekte.

## Gemeindegliederung
Die Gemeinde Bojanovice besteht aus den Ortsteilen Bojanovice (Bojanowitz), Malá Lečice (Klein Letschitz) und Senešnice (Seneschnitz), die zugleich auch Katastralbezirke bilden. Bojanovice gliedert sich in die Grundsiedlungseinheiten Bojanovice, Malá Lečice, Pod Dešinami und Senešnice.

## Sehenswürdigkeiten
- Kapelle des hl. Franziskus Seraphin in Bojanovice, erbaut 1879
- Kapelle in Malá Lečice
- Kapelle in Senešnice